# پال مودریچ
پال مودریچ (انگلیسی: Paul L. Modrich؛ زادهٔ ۱۳ ژوئن ۱۹۴۶) یک دانشمند در زمینه بازسازی دی ان ای اهل ایالات متحده آمریکا است.

## جایزه نوبل
در سال ۲۰۱۵ میلادی به پاس کوشش‌های وی در یافتن سازوکار ترمیم دی ان ای، از سوی فرهنگستان پادشاهی علوم سوئد همراه با عزیز سنجر و توماس لیندال موفق به دریافت جایزه نوبل شیمی گردید.